# Isabela Abreu
Isabela Antonietto de Abreu (Curitiba, 22 de maio de 1995) é uma pentatleta brasileira. Representou o Brasil nos Jogos Olímpicos de Verão de 2024. Possui medalha em Jogos Pan-Americanos.
Integra o programa de alto rendimento do Exército Brasileiro, sendo terceiro-sargento.

## Biografia
Iniciou sua carreira no atletismo, mas foi introduzida ao pentatlo com 12 anos. Durante a adolescência, treinou no Colégio Militar do Exército em Brasília. Em 2013, ingressou no Engenharia Elétrica da Universidade Federal do Paraná. No final daquele ano, Yane Marques passou a treinar em Curitiba, no Colégio Militar em Curitiba, se tornando uma inspiração para Isabela.
Nos Jogos Pan-Americanos de 2019, conquistou a medalha de bronze no revezamento feminino junto com Priscila Oliveira. No individual, porém, a sexta posição não foi suficiente para garantir a classificação para os Jogos Olímpicos de Tóquio.
Disputou os Jogos Pan-Americanos de 2023, ficou com a nona posição. Dessa vez, conseguiu a vaga olímpica por ser a melhor sul-americana na prova.
Nos Jogos Olímpicos de Verão de 2024, em Paris, conseguiu chegar até a semifinal A na 16ª posição.